# سازمان آموزش فنی و حرفه‌ای کشور
سازمان آموزش فنی و حرفه‌ای کشور از سازمان‌های وابسته به وزارت تعاون، کار و رفاه اجتماعی ایران است که از ادغام سه نهاد آموزشی در سال ۱۳۵۹ و به منظور ارائه آموزش‌های فنی و حرفه‌ای تشکیل شده ‌است.
این سازمان علاوه بر ستاد مرکزی، دارای ۳۱ اداره کل در سطح کشور، یک مرکز تربیت مربی و ۱۱۶۵۳ آموزشگاه فنی و حرفه‌ای آزاد می‌باشد و به منظور دست‌یابی به تازه‌های علوم و فناوری روز و همگامی با استانداردهای بین‌المللی، همواره سعی بر گسترش روابط بین‌المللی از جمله با سازمان بین‌المللی کار (ILO) و سازمان بین‌المللی آموزش حرفه‌ای و کشورهای مختلف جهان نموده‌است.
در این راستا سازمان صرف‌نظر از تفسیر کلیت ساختار تشکیلاتی، تنها در بخش آموزش، با حمایت حوزه پژوهش فعالیت‌های خود را انجام می‌دهد.
این سازمان همچنین در توسعه برنامه‌های آموزش دوگانه (Dual Education) که تلفیقی از آموزش تئوری و عملی است، نقش فعالی داشته و تلاش دارد تا با نیازهای واقعی بازار کار هماهنگ باشد. علاوه بر این، برگزاری مسابقات ملی و بین‌المللی مهارت و مشارکت در رقابت‌های جهانی، بخشی از استراتژی این سازمان برای شناسایی و حمایت از استعدادهای برتر در زمینه مهارت‌های فنی و حرفه‌ای است.

## یادگیری کلیشه‌ای
دوره‌های ارائه‌شده توسط این سازمان برخلاف سازمان‌های مشابه در دیگر کشورهای جهان، فاقد کارورزی اجباری برای کسب مهارت کارآموزان است؛ به‌طور مثال در آلمان علاوه‌بر کارآموزان فنی که باید پس از گذراندن کارآموزی (آموزش عملی) هفته‌ای ۳۸ ساعت به مدت ۸۷ هفته (نزدیک دو سال) کارورزی بگذرانند؛ فارغ‌التحصیلان کارشناسی و کارشناسی ارشد نیز باید دوره‌های مشابهی را بگذرانند که مانند کارورزی فنی شامل حداقل صد ساعت کارورزی در هر سرفصل آموزشی است که سپس توسط دانشگاه مورد ارزشیابی قرار می‌گیرد.

## دپارتمان‌ها و رشته‌ها
تعدادی از دپارتمان‌های سازمان شامل موارد زیر است:
- حوزه خدمات
  - خدمات تغذیه ای
  - صنایع پوشاک
  - فناوری اطلاعات
  - لوازم خانگی
- حوزه صنعت
  - الکترونیک
  - برق
  - تأسیسات
  - جوشکاری و بازرسی جوش
  - صنایع چرم و پوست و خز
  - صنایع خودرو
  - کنترل و ابزار دقیق
  - معماری
  - مکانیک
  - تراشکار
- حوزه فرهنگ و هنر
  - صنایع دستی
  - طلا و جواهرسازی
  - فرش
  - هنرهای تجسمی
  - نقاشی

- حوزه کشاورزی
  - امور باغی
  - زنبورداری
  - فضای سبز